# Sulcobruchus violaceus
Sulcobruchus violaceus is een keversoort uit de familie bladkevers (Chrysomelidae). De wetenschappelijke naam van de soort werd in 1999 gepubliceerd door Anton.